# 유럽의 항공사 목록
이 문서는 유럽의 항공사에 대한 목록이다.

## 목록

### 남유럽

#### 그리스
- 에게 항공
- 올림픽 에어

#### 루마니아
- TAROM

#### 몬테네그로
- 몬테네그로 항공

#### 몰타
- 에어 몰타
- 하이플라이 몰타

#### 불가리아
- 불가리아 항공

#### 세르비아
- 에어 세르비아

#### 스페인
- 이베리아 익스프레스
- 이베리아 항공
- 이베리아 리저널
- 에어 유로파
- 이벨롭 항공

#### 알바니아
- 알바니아 항공

#### 이탈리아
- 알리탈리아

#### 크로아티아
- 크로아티아 항공

### 동유럽

#### 러시아
- 아에로플로트
- S7 항공
- 오로라
- 이르아에로

#### 조지아
- 조지아 항공

#### 몰도바
- 몰도바 항공

#### 벨라루스
- 벨라비아 항공

#### 우크라이나
- 우크라이나 국제항공
- 스카이 업
- 모터 시크 항공
- 리비우 항공

### 북유럽

#### 노르웨이
- 스칸디나비아 항공
- 위데뢰에 항공
- 노르웨이 에어 셔틀
- 노르웨이 롱홀

#### 덴마크
- 스칸디나비아 항공
- 다니쉬 에어 트랜스포트

#### 라트비아
- 에어발틱

#### 스웨덴
- 스칸디나비아 항공
- 에어 리프

#### 아이슬란드
- 아이슬란드 항공
- 에어 아이슬란드 커넥트

### 서유럽

#### 네덜란드
- KLM
- 트랜스아비아닷컴

#### 룩셈부르크
- 룩스에어

#### 벨기에
- 브뤼셀 항공

#### 아일랜드
- 라이언에어
- 시티제트
- 에어링구스
- 에어링구스 리저널

### 중앙유럽

#### 독일
- 루프트한자 리저널
- 루프트한자

#### 스위스
- 스위스 국제항공
- 에델바이스 항공

#### 체코
- 체코 항공

#### 폴란드
- LOT 폴란드 항공

#### 헝가리
- 위즈 에어

## 같이 보기
- 유럽의 운항중단된 항공사 목록
- 유럽의 공항 목록
- 항공사
- 항공사 목록